# Corydalis latiloba
Corydalis latiloba är en vallmoväxtart. Corydalis latiloba ingår i släktet nunneörter, och familjen vallmoväxter.

## Underarter
Arten delas in i följande underarter:
- C. l. latiloba
- C. l. wumungensis
- C. l. tibetica